# Caecilia isthmica
Caecilia isthmica é uma espécie de anfíbio gimnofiono, nativa da Colômbia e Panamá. Presume-se que o seu habitat seja subterrâneo e ocorre em floresta primária.